# انتقال توان
انتقال توان جابجایی انرژی از محل تولید به جایی که برای انجام کار مفید به کار می‌رود است.
توان رسماً به عنوان واحد انرژی در زمان تعریف می‌شود. در سامانه استاندارد بین‌المللی یکاها:
وات= ژول ÷ ثانیه = نیوتون × متر ÷ ثانیه
از زمان گسترش فناوری، جابجایی و سامانه‌های ذخیره‌سازی از جایگاه ممتازی نزد فناوران و کاربران فناوری برخوردار بوده‌است.

## توان الکتریکی

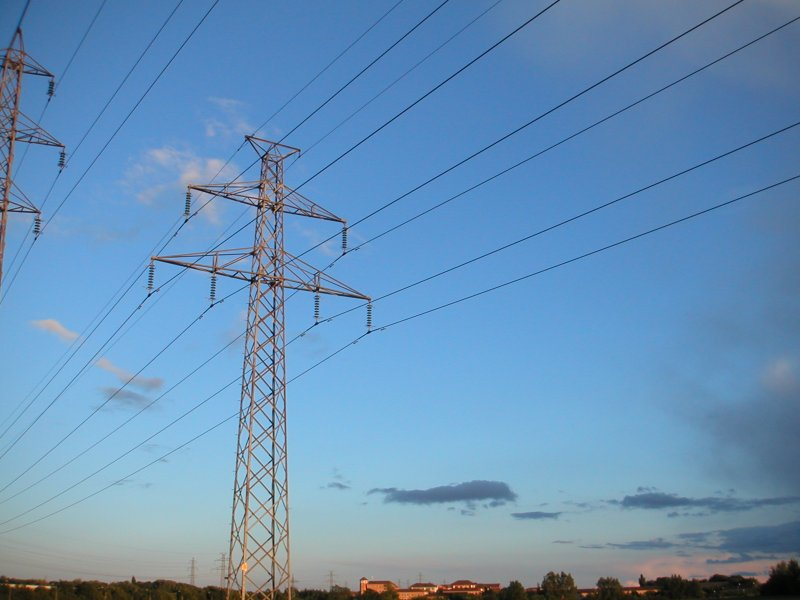
انتقال توان الکتریکی از راه خطوط هوایی.

با گسترش روزافزون شبکه‌های نیرو، انتقال توان معمولاً همراه انتقال انرژی الکتریکی به کار می‌رود. از آنجایی که ولتاژ جریان متناوب را می‌توان با استفاده از ترانسفورماتور بالا برد تا تلفات مقاومتی رساناهای خطوط انتقال طولانی کمینه شود، معمولاً برای انتقال انرژی جریان متناوب را ترجیح می‌دهند. (البته در مقصد نیز ترانسفورماتورهایی برای کاهش ولتاژ تا سطح امن‌تر و کاربردی‌تر لازم خواهد بود)

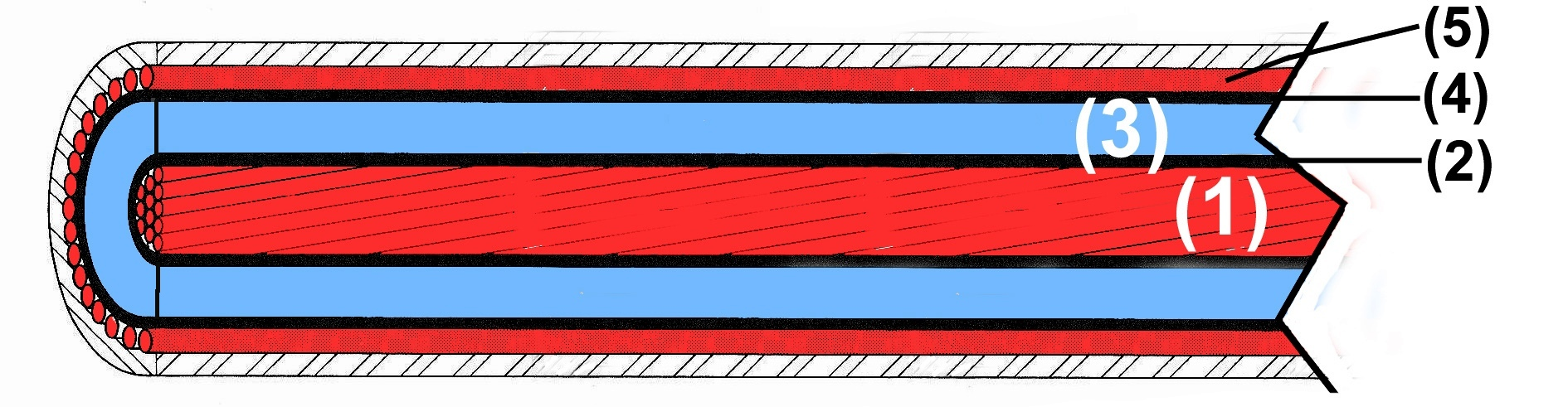
انتقال توان الکتریکی با استفاده از کابل‌های قدرت. در اینجا (۱) رسانای مناسب برای جریان‌های شدید است (۳) عایق ولتاژهای بالاست. برای اطلاعات بیشتر کابل فشار قوی را ببینید.

انتقال توان معمولاً از راه خطوط انتقال هوایی صورت می‌پذیرد، چراکه اقتصادی‌ترین روش برای این کار است. انتقال زیرزمینی توان با استفاده از کابل‌های فشارقوی، برای مناطق پرجمعیت شهری و نیز اچ‌وی‌دی‌سی در زیر دریا استفاده می‌شود.

## انتقال بی‌سیم
توان را همچنین می‌توان با میدان‌های الکترومغناطیسی متغیر یا با استفاده از موج‌های رادیویی منتقل کرد؛ انرژی ریزموج را می‌توان به صورت بهینه در فاصله‌های کوتاه به وسیلهٔ هادی‌موج حمل کرد.

## توان مکانیکی

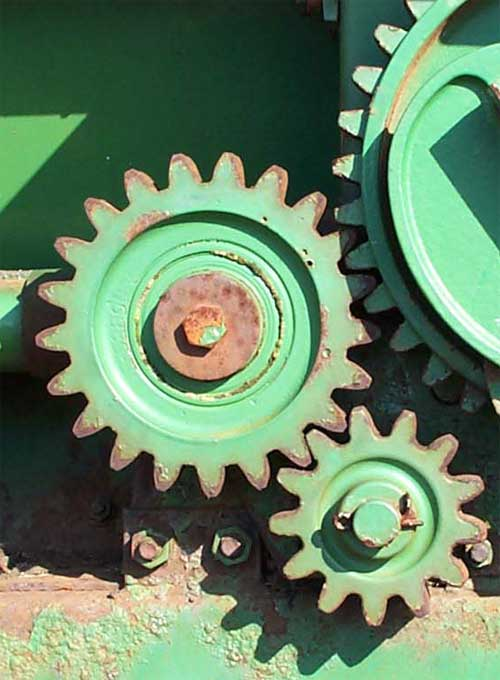
انتقال توان مکانیکی

انتقال توان الکتریکی جای انتقال توان مکانیکی را در همه‌جا به جز فاصله‌های خیلی کوتاه، گرفته‌است. از قرن ۱۶ میلادی، از زمان انقلاب صنعتی تا پایان قرن ۱۹ میلادی، انتقال توان مکانیکی معمول بود. کهن‌ترین فناوری انتقال توان مکانیکی شامل سامانه‌هایی از میله‌های فشاری بود که چرخ آبی را به محل استخراج معدن و تلمبه‌های آب شور متصل می‌کردند.
یک نمونهٔ بازمانده از سال ۱۷۸۰ میلادی در بات کوزن آلمان موجود است که توان یک چرخ آبی را به یک چاهی شور که در فاصلهٔ ۲۰۰ متری قرار دارد منتقل می‌کند، و از آنجا تا ۱۵۰ متر آنطرفتر برای اتصال به یک دستگاه تقطیر آب شور.
این فناوری تا قرن ۲۱ام در بسیاری از چاه‌های نفت در ایالات متحده جای خود را حفظ کرد، انتقال توان از یک موتور تلمبه تا تعداد زیادی جک در میدان نفتی.
کارخانه‌ها دارای محورهایی طولی (به انگلیسی: line shafts) بودند که توان دورانی را فراهم می‌کرد. محورهای طولی کوتاه به وسیلهٔ جورج آگریکولا (به انگلیسی: Georgius Agricola) معرفی شدند که یک چرخ آبی را به چندین ماشین سنگ-پرداز متصل می‌کردند.
در حالی که ماشین‌های معرفی شده بدست آگریکولا از اتصالات چرخ‌دنده‌ای بین محور و ماشین‌ها استفاده می‌کردند، در قرن ۱۹ میلادی، تسمه‌ها به روش معمول برای پیوندزدن ماشین‌ها به محور تبدیل شدند. یک کارخانهٔ در میانه‌های قرن ۱۹، ۱٬۹۴۸ پا محور طولی و ۵۴۱ قرقره داشت.
توان مکانیکی را می‌توان یک‌راست به وسیلهٔ یک ساختار جامد، مانند محور رانش (به انگلیسی: Drive shaft) منتقل کرد؛ چرخ‌دنده‌های انتقالی، می‌توانند نسبت سرعت به گشتاور یا نیرو را تنظیم کنند، این کار بسیار شبیه به عملکرد ترانسفورماتورها برای تنظیم نسبت ولتاژ و جریان است.
سامانه‌های هیدرولیک از مایع تحت فشار برای انتقال توان بهره می‌برند، کانال‌ها و تولید انرژی الکتریکی از راه تأسیسات برق‌آبی، توان موجود در آب را برای بلندکردن کشتی‌ها یا تولید برق به کار می‌گیرند. تلمبه‌زدن آب یا فشار دادن جرم رو به بالا، به وسیلهٔ تلمبه‌های آسیاب بادی یکی از روش‌های ممکن برای ذخیره‌سازی انرژی الکتریکی است. لندن یک شبکهٔ هیدرولیک داشت که به وسیلهٔ پنج ایستگاه تلمبه‌زنی کار می‌کرد و به وسیلهٔ شرکت توان هیدرولیکی لندن اداره می‌شد و در مجموع توانی معادل ۵ مگاوات داشت.
سامانه‌های بادی (به انگلیسی: Pneumatic) از گاز تحت فشار برای انتقال توان استفاده می‌کنند؛ استفاده از هوای فشرده برای راه‌اندازی ابزارهای بادی در کارخانه‌ها و عملیات تعمیر و نگهداری در گاراژها معمول است. برای نمونه یک آچار بادی برای نصب تایرهای خودروها به کار می‌رود که بسیار سریعتر از روش استاندارد ابزارهای دستی است.
سامانه‌ای بادی توسط طرفداران جریان مستقیم توماس ادیسون به عنوان پایه‌ای برای شبکهٔ قدرت مطرح شده بودند. هوای فشردهٔ تولید شده در آبشار نیاگارا می‌توانست مقادیر زیادی توان دی‌سی تولید کند. جنگ جریان‌ها با پیروزی جریان متناوب به عنوان تنها روش انتقال مسیرهای طولانی پایان یافت.

## مواد شیمیایی و سوخت‌ها
توان (و انرژی) را می‌توان با انتقال فیزیکی مواد شیمیایی یا سوخت‌های اتمی انتقال داد. سوخت‌های مصنوعی ممکن شامل رادیو ایزوتوپ، متانول، اتانول، متان، گاز ترکیبی، هیدروژن، گاز سرماشناسی، و ال‌ان‌جی باشند.